# Conflito de Bakassi
O conflito de Bakassi é uma insurgência em andamento iniciada em 2006, na Península de Bakassi, Camarões, travada por separatistas locais contra as forças do governo camaronês. Após a independência dos Camarões e da Nigéria, a fronteira entre os dois países não foi estabelecida e houve várias disputas. O governo nigeriano reivindicava que a fronteira era a anterior aos acordos britânico-alemão em 1913. Por outro lado, Camarões pleiteava a fronteira estabelecida pelos acordos britânico-alemão. A disputa fronteiriça agravou-se nas décadas de 1980 e 1990, após a ocorrência de alguns incidentes nas fronteiras, o que quase causou uma guerra entre os dois países.
Em 1994, Camarões foi ao Tribunal Internacional de Justiça para evitar uma guerra com a Nigéria após muitos confrontos armados nas regiões disputadas. Oito anos depois, o Tribunal  decidiu favoravelmente aos Camarões e ratificou a fronteira de 1913 feita pelos britânicos e alemães como a fronteira internacional entre os dois países. A Nigéria confirmou que iria transferir Bakassi para os Camarões.
Em junho de 2006, a Nigéria assinou o Acordo de Greentree, que marcou a transferência formal de autoridade na região, e o exército nigeriano retirou-se parcialmente de Bakassi. A ação foi contestada por muitos bakassianos que se consideravam nigerianos e começaram a se armar em 2 de julho de 2006. Dois anos depois, o exército nigeriano se retirou completamente da península e realizou uma transição para o controle camaronês. Mais de cinquenta pessoas foram mortas entre o início do conflito e a retirada total dos nigerianos. O conflito em grande parte terminou em 25 de setembro de 2009 com um acordo de anistia. Apenas um grupo, os Combatentes da Liberdade de Bakassi (Bakassi Freedom Fighters, BFF), e militantes do Delta do Níger continuam combatendo. Desde então, confrontos esporádicos ocorreram em Bakassi.

## Prelúdio
Em 2001, o Exército dos Camarões sofreu duas baixas e onze desaparecidos no que foi descrito na época como um ataque de piratas. Em 10 de outubro de 2002, o Tribunal Internacional de Justiça determinou que Camarões era o legítimo proprietário da península.  Em Bakassi, havia pelo menos 300.000 nigerianos, que na época compunham 90% da população. Estes, tiveram que escolher entre desistir de sua nacionalidade nigeriana; mantê-la, sendo tratados como cidadãos estrangeiros;  ou abandonar a península, mudando-se para a Nigéria.  As Nações Unidas (ONU) apoiaram o veredicto do Tribunal Internacional de Justiça, pressionando a Nigéria a aceitá-lo.  O presidente nigeriano, Olusegun Obasanjo, havia atraído diversas críticas da comunidade internacional e de dentro Nigéria.  Aceitou a decisão a contragosto, embora não retirasse imediatamente as forças nigerianas da península. 
Em 12 de junho de 2006, a Nigéria e os Camarões assinaram o Acordo de Greentree, permitindo à Nigéria manter sua administração civil em Bakassi por mais dois anos. O exército nigeriano concordou em retirar pelo menos 3.000 soldados  dentro de 60 dias.  Também concordou em devolver uma parte aos Camarões.  Após o acordo, uma delegação bakassiana ameaçou declarar independência caso a transferência fosse realizada.  Em 2 de julho de 2006, o Movimento para a Autodeterminação de Bakassi (Bakassi Movement for Self-Determination, BAMOSD) anunciou que se juntaria ao Movimento pela Emancipação do Delta do Níger (MEDN) para a secessão dos Camarões e, no dia 9, efetuaram a ameaça. Estes últimos e a Organização do Povo do Sul dos Camarões (Southern Cameroons People's Organisation, SCAPO) declararam a independência da "República Democrática de Bakassi".  Os independentistas foram apoiados pelos rebeldes separatistas de Biafra. O Senado da Nigéria reivindicou em novembro de 2007 que ceder Bakassi era ilegal, mas essa ação do Senado não teve efeito. 

## Fase principal do conflito

Bandeira da República Democrática de Bakassi.

René Claude Meka, chefe de gabinete de Camarões, foi encarregado de proteger o território, implantando o Batalhão de Intervenção Rápida (BIR).  A insurgência era amplamente baseada no mar e os manguezais bakassianos ofereciam esconderijos aos insurgentes. Eles usaram táticas de pirataria em sua luta: atacando navios, sequestrando marinheiros e realizando raides marítimos contra alvos em lugares longínquos como Limbe e Douala.  A Nigéria também enfrentou ataques insurgentes, já que os rebeldes na parte sul do país se opunham fortemente à mudança na fronteira.  Em 17 de agosto de 2006, o líder do Movimento para a Autodeterminação de Bakassi morreu em um acidente de carro, juntamente com outras vinte pessoas no Estado de Rio Cross.
Ocorreram confrontos na região entre soldados nigerianos suspeitos e soldados camaroneses em 13 de novembro de 2007, nos quais 21 soldados camaroneses morreram. A Nigéria negou envolvimento nos confrontos e alegou que seus soldados também foram atacados por um grupo armado desconhecido; também afirmou que nenhum de seus soldados foi morto. A região foi acometida por criminosos e rebeldes nigerianos;  e um grupo rebelde até então desconhecido denominado Libertadores dos Camarões do Sul (Liberators of the Southern Cameroon) assumiu a responsabilidade por alguns assassinatos. Mais soldados camaroneses seriam mortos em ataques em junho e julho de 2008.  Em 14 de agosto, a Nigéria se retirou oficialmente de Bakassi, com cinquenta pessoas mortas no ano anterior.
Em outubro de 2008, um grupo militante conhecido como Combatentes da Liberdade de Bakassi (Bakassi Freedom Fighters, BFF) embarcou em um navio e tomou sua tripulação como refém, ameaçando executá-los, a menos que o governo de Camarões concordasse em negociar a independência do Bakassi.  Esta ação dos Combatentes da Liberdade de Bakassi não impactou nas políticas da Nigéria e dos Camarões em relação à península. Em 14 de agosto de 2009, os Camarões assumiram o controle completo de Bakassi.  Em 25 de setembro, foi feita uma oferta de anistia e a maioria das milícias bakassianas entregou suas armas e retornou à vida civil. 
O grupo Combatentes da Liberdade de Bakassi recusou a rendição; unindo forças com militantes do Delta do Níger, declararam que destruiriam a economia local.  Em dezembro de 2009, um policial foi morto em Bakassi em uma canoa motorizada e os Combatentes da Liberdade de Bakassi assumiu a responsabilidade.  De 6 a 7 de fevereiro de 2011, os rebeldes lançaram um ataque em Limbe e mataram dois camaroneses, feriram um e onze ficaram desaparecidos. Em 2012, o Movimento para a Autodeterminação de Bakassi criou uma bandeira nacional  e declarou independência em 9 de agosto. No dia 16, membros do grupo capturaram dois camaroneses.  Em 2013, Camarões lançou uma repressão violenta, causando a fuga de 1.700 pessoas. Isso acabou irritando muitos nigerianos e motivando o governo nigeriano a ameaçar uma intervenção militar. Essa intervenção nunca se materializou. 

## Consequências e insurgência de baixo nível
Após o acordo, muitos moradores tiveram problemas para estabelecer o reconhecimento de suas nacionalidades nos dois países. A falta de documentos de identificação fez com que vários nigerianos  corressem o risco de se tornar apátridas, após a cedência de Bakassi.  Desde a transferência de Bakassi os camaroneses têm brutalizado e assediado os nigerianos locais. De acordo com o acadêmico Agbor Beckly, a polícia camaronesa quer que eles partam. Devido à discriminação dos camaroneses contra os habitantes locais, a maioria deles temiam e estavam arriscados a se tornarem apátridas, e muitos decidiram não registrar seus filhos como camaroneses. Em 15 de agosto de 2013, o governo dos Camarões ganhou total soberania sobre Bakassi e os moradores tiveram que pagar seus primeiros impostos após um período de transição de cinco anos de isenção. 
Embora a atividade militante em Bakassi diminuísse gradualmente, a causa do conflito permanece sem solução. Desde setembro de 2008, mais de um terço da população nigeriana local fugiu para a Nigéria.  Em 13 de fevereiro de 2015, militantes mataram um policial e sequestraram outro. Em 2017, uma crise diplomática eclodiu quando foi relatado que soldados camaroneses haviam matado 97 cidadãos nigerianos em Bakassi.  Essa informação acabou sendo revelada como falsa e os Camarões posteriormente demitiriam dois chefes de vilarejos que consideraram responsáveis por espalhar notícias falsas. 
Em 2018, uma grande rebelião eclodiu nos territórios anglófonos dos Camarões, que incluía Bakassi.  Em maio de 2019, foi relatado que a polícia de Camarões havia destruído a comunidade pesqueira de Abana, matando pelo menos quarenta pessoas.  As autoridades negaram a participação de policiais e culparam uma milícia local. De acordo com o governo do estado, soldados camaroneses posteriormente deslocaram-se para Abana e prenderam quinze pessoas suspeitas de terem participado dos assassinatos. 